# Chesias scotica
Chesias scotica là một loài bướm đêm trong họ Geometridae.